# أشغال (هيئة)
أنشأت هيئة الأشغال العامة «أشغال» بقرار أميري رقم (1) لسنة 2004م الصادر في م20/1/2004 لتدشن مرحلة جديدة وليعلن عن بدء عصر جديد لمشاريع البنية التحتية والمرافق العامة يكون عنوانه الجودة والإتقان.
وتشرف على عملية التخطيط، والتصميم، والبناء، وإدارة الأصول لجميع مشاريع البنية التحتية والمباني والمرافق العامة في قطر. وتشمل مهام «أشغال» الأساسية الإشراف على تصميم وإنشاء وإدارة مشاريع كبرى للطرق والصرف الصحي والمباني العامة من مدارس ومستشفيات ومبان حكومية وغيرها.

## مبادئها
imad el haddadi تسعى أشغال لموقع الريادة في مجال البنية التحتية من خلال هيئة تعد الأفضل إقليميا. وذلك بخلق بنية تحتية رائدة ومساندة للأهداف التنموية من خلال تبنى أفضل الأساليب العالمية للأداء في هذا المجال.

## الأهداف الاستراتيجية
- الوفاء بالالتزامات المختلفة تجاه العملاء والموظفين بدرجة عالية من الفاعلية والكفاءة.
- استخدام أفضل السبل للتواصل المستمر للعملاء والموظفين لاطلاعهم بالتطورات المتعلقة بأنشطتها ومشاريعها التنموية الرائدة.
- الوصول إلى أعلى المستويات الممكنة في الاعتماد على الموظفين القطريين في تسيير أنشطة الهيئة والاستفادة القصوى من إمكانياتهم.
- العناية القصوى بالرأسمال البشري في المواقع القيادية والإدارية والفنية.
- تبنى أفضل الأساليب المعروفة عالميا في تطوير وإدارة البنية التحتية.
- الالتزام بالمعايير المحلية والدولية في جميع أنشطتها.
- الاستغلال الأمثل للموارد المالية المتاحة لتنفيذ خطتها بأعلى قدر من الفاعلية والكفاءة.
- القيام بأنشطتها المختلفة وفق مبادئ المساءلة والشفافية وصولا إلى أفضل مستويات الأداء الممكنة.

## أهم المشاريع
مع بداية الألفية الجديدة تحولت قطر إلى ورشة عمل ضخمة، فأينما تذهب تجد أعمالاً إنشائية ومشاريع قيد التنفيذ. وتيرة البنـاء والأعمال تلك زادت سرعتها في السنوات الأخيرة مع بدء تنفيذ مشاريع عملاقة.
ولقد شهدت الدولة في الفترة الأخيرة تحسين وتطوير بنيتها التحتية ببناء الجسور وشق الأنفاق والطرق وإقامة شبكة صرف صحي، وبناء الكثير من المرافق الحيوية في القطاعات الصحية والتعليمية والرياضية والسياحة وغيرها.
ومن المشاريع العملاقة التي تم إنجازها:
- تقاطع الغرافة بطول 900 متر ونفق (3 مسارات) بطول 900 متر، ويعد تقاطع الغرافة مدخلاً رئيسياً وحيوياً لمدينة الدوحة لكافة القادمين من المناطق الشمالية والتي تضم العديد من المدن الهامة في البلاد كالخور واالغويرية ومدينة الشمال والزبارة ورأس لفان.
- تقاطع العسيري - تقاطع خليفة بن عبد الله العطية: وهو عبارة عن نفق يربط دوار مدماك بدوار العسيري بطول 2000 متر ويحتوي على 3 مسارات وجسر علوي بطول 1350 مترا بثلاثة مسارات.
- طريق سلوى الدولي والذي في طور الإنجاز فيمتد من المنطقة الصناعية إلى ابوسمرة على الحدود السعودية بطول 81 كيلومترا ويحتوي على 4 مسارات في كل اتجاه ليصبح طريقا سريعا حسب المواصفات العالمية ويشتمل المشروع على مواقف طوارئ جانبية وطرق خدمة موازية مع التقاطعات المصاحبة وعددها (15) تقاطعاً حراً كما يشتمل على كافة أعمال البنية التحتية من خطوط كهرباء واتصالات وأعمال الصرف الصحي إضافة إلى معابر لحماية أنابيب البترول والغاز وتوفير المسارات المستقبلية لتلك الخدمات إضافة إلى توفير كافة وسائل السلامة المرورية وتشجير التقاطعات والإنارة.

## وحدات الأعمال الأساسية بالهيئة
تتألف وحدات الأعمال الأساسية بالهيئة من خمسة أقسام رئيسة هي:
شؤون قطاع الأصول: هي الشؤون المسؤولة في أشغال عن صيانة وتطوير كافة الطرق وشبكات الصرف في دولة قطر. وتشرف شؤون قطاع الأصول على بناء وصيانة الطرق وشبكات الصرف في الدولة من خلال العمل مع شركاء ومقاولين متخصصين، وذلك بهدف تطوير شبكات الطرق والصرف وتحسين مستويات الربط بينها.
تتكون شؤون قطاع الأصول من إدارتين:
- إدارة تشغيل وصيانة شبكات الصرف الصحي.
- إدارة تشغيل وصيانة الطرق.

شؤون المباني: هي المسؤولة عن الإشراف على تصميم، وبناء، وتسليم الكثير من المباني والمرافق العامة التابعة للهيئات الحكومية في مختلف القطاعات مثل القطاع الصحي، والموانئ والقطاع التعليمي، والمباني الحكومية والحدائق والمراكز الثقافية، وذلك وفق أرقى المعايير والممارسات العالمية في البناء وإدارة الجودة.
تتكون شؤون المباني من إدارتين:
- إدارة مشاريع المباني.
- إدارة تصاميم المباني.

شؤون البنية التحتية: شؤون البنية التحتية في هيئة الأشغال العامة مسؤولة عن الإشراف على تصميم، وتشييد، وتسليم، وصيانة الطرق السريعة والطرق الرئيسية وشبكات الصرف التي تلبي الاحتياجات الحالية والمستقبلية في قطر. تتكون شؤون البنية التحتية من أربع إدارات: 
- إدارة مشاريع الطرق.
- إدارة الطرق السريعة.
- إدارة مشاريع شبكات الصرف الصحي
- إدارة تصاميم الطرق وشبكات الصرف الصحي.

شؤون الدعم الفني: هي المسؤولة عن الإشراف على كافة الأمور المتعلقة بإعداد وإدارة متطلبات المناقصات وغيرها من متعلقات العقود الخاصة بالهيئة تتكون شؤون الدعم الفني من ثلاث إدارات:
- إدارة العقود.
- إدارة الأعمال الهندسية.
- إدارة الجودة والسلامة.

شؤون الخدمات المشتركة: هي المسؤولة عن تقديم الدعم التشغيلي والفني للهيئة. تتكون شؤون الخدمات المشتركة من أربع إدارات:
- إدارة الموارد البشرية.
- إدارة الشؤون المالية والإدارية.
- إدارة نظم المعلومات.
- إدارة الخدمات العامة.

## قائمة المراجع
1. ↑  الموقع الرسمي لهيئة الأشغال العامة "أشغال"  نسخة محفوظة 10 أكتوبر 2018 على موقع واي باك مشين.